# Across the Universe (brano musicale)
Across the Universe è un brano musicale dei Beatles pubblicato per la prima volta in No One's Gonna Change Our World, una raccolta con fini di beneficenza di artisti vari uscita nel dicembre 1969. La canzone fu poi modificata e inserita nell'album Let It Be della band di Liverpool.

## Il brano

### Composizione

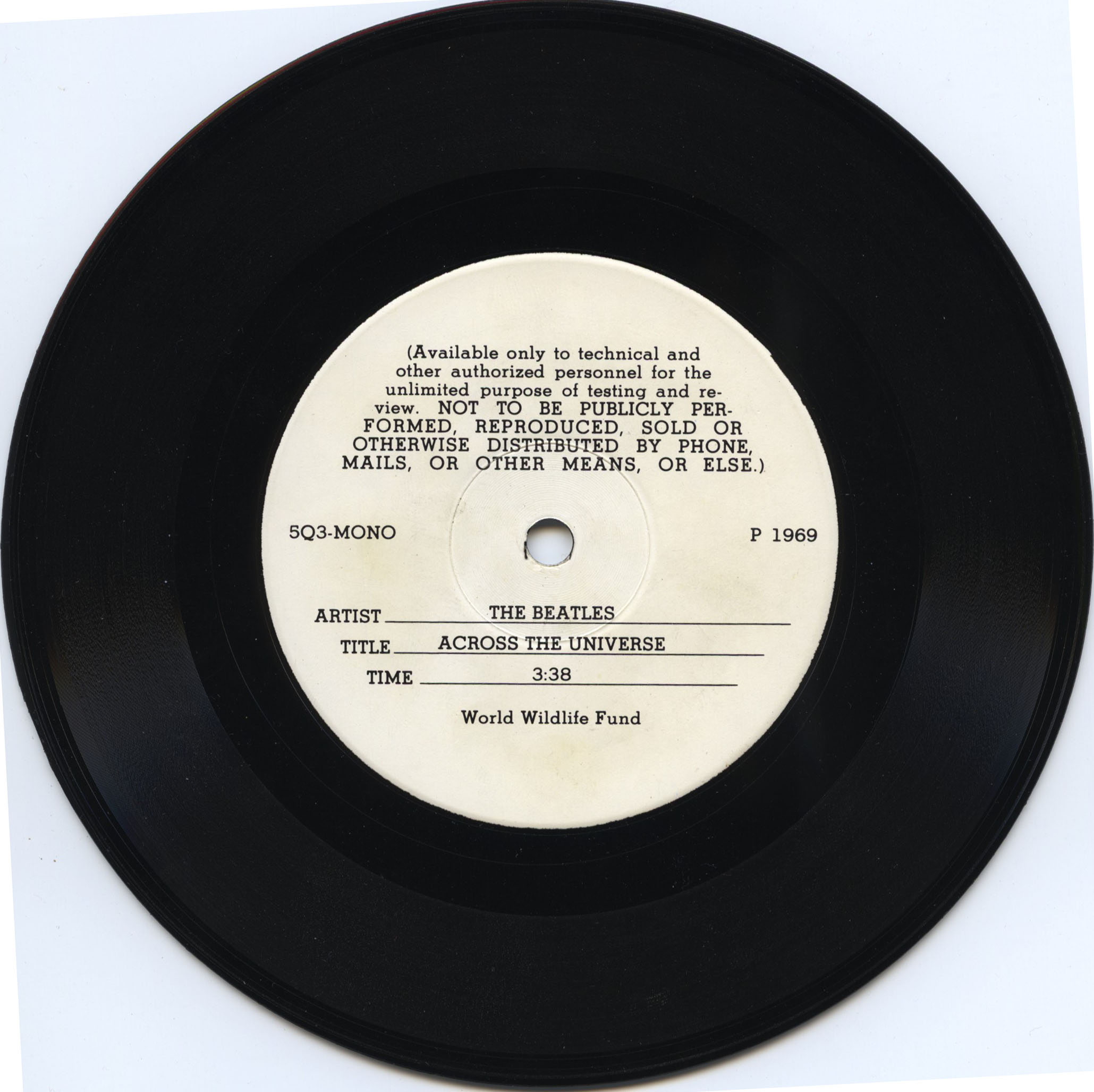
Il disco nella versione per il WWF

In una notte del 1967, la frase: «words are flowing out like endless rain into a paper cup» (in italiano: "le parole scivolano via come pioggia infinita in una tazza di carta") venne in mente a John Lennon dopo aver ascoltato sua moglie Cynthia che, secondo lo stesso Lennon, la faceva molto lunga parlando di qualcosa. Più tardi, dopo che fu andata a letto a Lennon sembrò di risentire a lungo le parole della moglie "scorrere in un flusso senza fine". John scese al piano di sotto e scrisse le sue sensazioni in una sorta di canzone cosmica. Iniziò a scrivere la base della canzone e quando ebbe finito andò a letto e se ne dimenticò.
Al mattino, Lennon trovò il foglio scritto la sera prima e lo mise al piano dove iniziò a suonare e a trovare i toni giusti per far combaciare le parole. Il sapore della canzone era fortemente influenzato dall'interesse di Lennon e dei Beatles per la meditazione trascendentale. In base a questa passione aggiunse al testo il mantra "Jai guru deva om", che dà il via al ritornello. La frase in sanscrito significa "grazie ti saluto maestro divino", è un saluto, una forma di riconoscenza a Guru Dev che significa Maestro Divino (Dandi Brahmananda Saraswati, Shankaracharya di Jyotir Math, il maestro di Maharishi Mahesh Yogi di cui i Beatles furono discepoli), con in aggiunta la sillaba sacra dell'induismo Om (ॐ): è un saluto che viene usato dai praticanti la meditazione trascendentale.
La struttura del testo è lineare: tre coppie di strofe intervallate da tre ripetizioni di una unità formata da un verso il verso "Jai guru deva om" (mantra), e il verso "Nothing's gonna change my world" ripetuto quattro volte (refrain). Il testo è basato molto su immagini visive, con materializzazione di concetti astratti. La frase del titolo "across the universe" compare a intervalli nei versi finali, apparendo sempre come una struttura slegata dal resto, sopraelevata, melodicamente irrisolta.
In una sua intervista del 1970 a Rolling Stone, John Lennon giudicò la canzone come forse il migliore e più poetico testo che avesse mai scritto.

### Musica e arrangiamento
La canzone è una ballata folkeggiante attraversata da una temperie di influenze orientali (sitar e tanpura sound) e psichedeliche. Di questa canzone, esistono versioni variegate: Phil Spector rallentò e allungò la traccia, aggiungendo una sontuosa orchestra ed un coro più intenso. La musicalità, seppur non risolta pienamente, appare come un coinvolgente accompagnamento armonico e sonoro di immagini oniriche e simboliche. Vale la pena accennare al fatto che la metrica musicale presenta una particolarità: ogni strofa sarebbe formata da 8 battute, però due strofe sono di 7 battute. A ciò si aggiunge che la seconda strofa ("pools of sorrow, waves of joy...") inizia 2/4 dopo la fine della prima strofa ("as they slip away across the universe"), che risulta quindi prolungata. Lo stesso accade alla seconda ripresa del mantra ("Jai guru deva, om"), che inizia 2/4 dopo la fine della quarta strofa ("as they make their way across the universe").

### Versione "ecologista"
Il primo arrangiamento, totalmente alternativo, è nato durante le sessioni di registrazione del febbraio 1968, Spike Milligan presente in studio, sentendo la canzone, suggerì che la pista sarebbe l'ideale per la pubblicazione su un album di beneficenza che stava organizzando per il World Wildlife Fund. I Beatles acconsentirono a questa proposta. Nel gennaio 1969, il miglior mix mono fu remixato per l'album di beneficenza. In linea con il tema "fauna selvatica" dell'album, sono stati aggiunti dei cinguetii di uccelli all'inizio e alla fine. Il mix originale (mono) del febbraio 1968 è lungo 3:37 minuti. Dopo che gli effetti sono stati aggiunti, la traccia è stata velocizzata in modo che anche con 20 secondi di effetti, è lunga solo 3:49.

### Pubblicazione
La canzone, dopo la prima pubblicazione nella compilation No One's Gonna Change Our World del dicembre 1969, venne successivamente inserita per la prima volta in un album dei Beatles nel disco Let It Be del 1970, l'ultimo prima dello scioglimento del gruppo. Questo fatto accadde perché Lennon non sembrò soddisfatto delle registrazioni fino a quel momento effettuate e perciò ripropose la canzone durante le sedute di registrazione immortalate dalle telecamere e trasmesse nel film Let It Be - Un giorno con i Beatles.
Nel 2003 uscì l'album Let It Be... Naked, con le canzoni prive del sontuoso (e a volte eccessivo) arrangiamento inserito in fase di post produzione da Phil Spector, che all'epoca aveva irritato parecchio alcuni membri del gruppo, soprattutto Paul. In Let it Be... Naked possiamo quindi ascoltare Across the Universe come originariamente incisa da Lennon, e si scopre che era suonata solo da lui e George Harrison, che sullo sfondo pizzicava il sitar.

## La trasmissione nello spazio profondo
Il 4 febbraio 2008, alle 19:00 (orario della costa orientale degli U.S.A. Alle 01:00 del 5 febbraio ora italiana), la NASA ha trasmesso via radio Across the Universe in direzione della Stella Polare, a 431 anni luce di distanza, per festeggiare il quarantesimo anniversario della canzone, il quarantacinquesimo anniversario del Deep Space Network, e i cinquant'anni della NASA. L'idea è nata dallo storico dei Beatles Martin Lewis, che ha invitato tutti i fan della band ad ascoltare il brano contemporaneamente al suo lancio verso la stella, da ogni parte del mondo così da creare una sorta di "flusso armonico planetario". Inoltre questa data è stata dichiarata "Across the Universe Day": il giorno in cui per la prima volta una canzone è stata trasmessa nello spazio profondo. L'evento è stato approvato da Paul McCartney, Yōko Ono, e Apple Records.

## Formazione

### The Beatles
- John Lennon – voce solista, chitarra acustica ed elettrica, cori
- George Harrison – chitarra elettrica, tambura
- Paul McCartney – pianoforte, cori
- Ringo Starr – maracas, tom-tom

### Altri musicisti

#### Versione suNo One's Gonna Change Our World
- George Martin – effetti sonori, produttore, organo Hammond
- Lizzie Bravo e Gayleen Pease – cori

#### Versione suLet It Be
- Phil Spector – strumenti ad arco, cori, produttore

## Cover
- Il brano è stato interpretato anche da David Bowie in collaborazione con lo stesso John Lennon e incluso nell'album del cantante inglese Young Americans uscito nel 1975. Successivamente Lennon stesso affermò di ritenere la versione incisa da Bowie addirittura migliore dell'originale.
- Liam Gallagher, celebre frontman degli Oasis, ha affermato che Across the Universe è la sua canzone preferita. La sua band Beady Eye ne ha registrato una cover il 2 aprile 2011, il giorno precedente all'esibizione sul palco della O2 Academy Brixton di Londra per il Japan Disaster Benefit gig (dove ha presentato una versione dal vivo del brano) e l'ha pubblicata come singolo speciale i cui proventi sono stati devoluti alla raccolta fondi per il terremoto in Giappone.
- Il brano è stato interpretato dal vivo anche da Brian Molko dei Placebo a Bruxelles nel luglio 2010 per celebrare l'inizio del semestre di presidenza belga dell'Unione europea.
- Il brano è stato interpretato anche dai Velvet Revolver, con Slash a suonare una Gibson Les Paul a 12 corde, insieme ad altri artisti come: Bono, Norah Jones, Alicia Keys, Tim McGraw, Steven Tyler, Brian Wilson, Alison Krauss al violino, Billie Joe Armstrong e Stevie Wonder.
- Il brano è stato interpretato anche da Rufus Wainwright nel 2002 per la colonna sonora di Mi chiamo Sam, singolo incluso insieme a tanti altri nella raccolta: Music from and Inspired by the Motion Picture Soundtrack: I Am Sam.
- Una versione cover di questo brano è stato eseguito dalla band sudafricana Seether.
- Il brano compare nella colonna sonora del film Pleasantville, nella cover di Fiona Apple.
- Across the Universe dà il titolo al film del 2007 diretto da Julie Taymor, musical realizzato su 33 canzoni dei Beatles.
- Una versione cover di Across the Universe è la traccia numero dieci di Comeblack degli Scorpions, pubblicato il 4 novembre 2011
- Il brano viene riproposto anche dalla band Evanescence che, durante il loro Synthesis Tour, ne ripropongono un arrangiamento orchestrale. Questa versione viene pubblicata nel 2021 in occasione della loro ultima uscita discografica